# 毛天一
毛天一（1993年6月2日—），中國男子排球運動員，亦為中國國家男子排球隊成員，身高2米，司職二傳，現時效力於天津食品集團男排，擔任隊長。其妻子為天津渤海銀行女排副攻王寧。

## 运动生涯
毛天一1993年6月生于吉林省吉林市，其特點是傳球思路清晰，臨場應變快。2010年，毛天一入選董瑞軍執教的國家少年隊。並於當年5月隨隊獲得伊朗德黑蘭亞少賽亞軍。同年10月，在泰國舉行的亞青賽中，獲得第四名。2012年10月，國青男排時隔四年再次獲得亞青賽亞軍，毛天一榮膺“最佳二傳”稱號。2013年世青賽，由於受到全運會和隊員傷病的影響，最終只獲得第十五名。2014年，首次跟隨國家隊，獲得仁川亞運會第四名。 

## 獎項

### 個人榮譽
- 2012年亞洲青年男子排球錦標賽: 最佳二傳